# Качуровський Михайло
Михайло Качуро́вський (нар. 13 червня 1896, Колодне — пом. 15 лютого 1976, Філадельфія) — український лікар і художник.

## Біографія
Народився 13 червня 1896 року у селі Колодному (нині Тернопільський район Тернопільської області, Україна). 1921 року, зі ступенем доктора медицини, закінчив медичний факультет Харківського університету.
Упродовж 1931–1939 років працював доцентом кафедри нормальної анатомії Харківського університету. 1939 року закінчив Харківський художній інститут, в якому навчався зокрема у Михайла Козика, Михайла Дерегуса.
Після німецько-радянської війни виїхав до Німеччини. З 1950 року жив у Філадельфії; у 1956–1973 роках завідував лаболаторією анатомії ока. Автор наукових статей в «American journal of ophtalmology». Помер у Філадельфії 15 лютого 1976 року.

## Творчість
Створював напівабстрактні композиції, пейзажі у техніках акварелі, олії, зокрема у другій половині 20 століття написав картини «Гаряче літо», «Зимове сонце», «Дід Мороз у лісі». 
Був одним з авторів «Атласу анатомії людини» (Харків, 1938–1942, томи 1–5).
Персональні виставки відбулися у Харкові, Гамбурзі, Відні, Філадельфії у 1968, 1970, 1973 роках, Нью-Йорку у 1971 році, Вашингтоні у 1973 році.